# Vama Buzăului
Vama Buzăului is een Roemeense gemeente in het district Brașov.
Vama Buzăului telt 3321 inwoners.